# Министерство обороны Словении
Министерство обороны Словении отвечает за оборону Словении от внешних врагов и стихийных бедствий.
Министерство возглавляет министр обороны Словении, который назначается премьер-министром и утверждается Национальным собранием Республики Словения, министр также входит в состав правительства.
Министерство находится на Волкова 55 в Любляне.

## Организационная структура
- Кабинет министра
- Секретариат
  - Управление оборонной политики
  - Департамент международного сотрудничества
  - Отдел по планированию обороны
  - Центральный реестр НАТО и ЕС
- Управление по делам обороны
  - Отдел по делам гражданской обороны
  - Отдел по военным вопросам
  - Управление информации и массовых коммуникаций
  - Национальный центр управления в кризисных ситуациях
- Управление логистики
  - Отдел по управлению недвижимостью
  - Отдел стандартизации и кодификации
  - Отдел покупок
- Агентства
  -  Служба разведки и безопасности
- Управление по связям с общественностью
  - Служба протокола
  - Служба внутреннего аудита

- Органы состоят из:

- Генерального штаба Вооруженных сил Словении
- Администрации Республики Словения по защите и спасению
- Инспекции Республики Словения по обороне
- Инспекции Республики Словения по защите от стихийных и других бедствий

## Признание
- Золотой орден «За заслуги»[словен.] (8 мая 2024 года, Словения) — за центральную роль в реализации одной из ключевых внешнеполитических целей страны – вступления в альянс НАТО — по случаю 20-летия членства Словении в альянсе НАТО[1].